# 阮玉貞靜
沛澤公主阮玉貞靜（越南语：／；1839年6月25日—1909年11月10日），越南阮朝明命帝第五十七女，生母才人裴氏山。

## 生平
明命二十年五月十五日（1839年6月25日），阮玉貞靜在順化皇城出生。嗣德初，下嫁定安總督黎文富之子黎文桐。嗣德二十二年（1869年），嗣德帝封貞靜為沛澤公主。維新三年九月二十八日（1909年11月10日），公主去世，享年七十一歲，諡美淑，葬於承天府香水縣居正總楊春上社（今屬承天順化省香水市社）。
黎文祥為沛澤公主次子。